# Sepoltura in mare

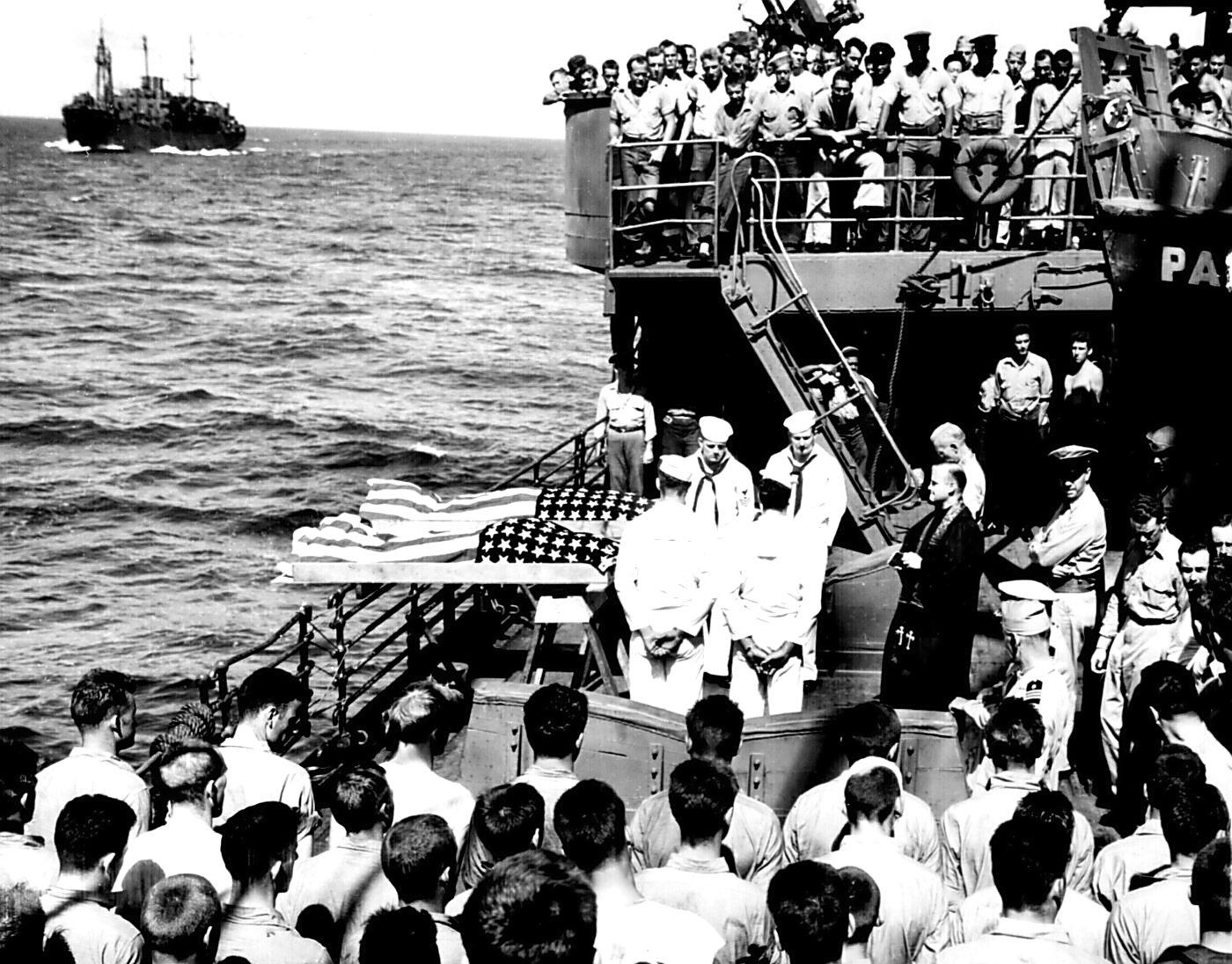
Sepoltura in mare a bordo della Leonard Wood per due vittime dell'affondamento della Liscome Bay', novembre 1943

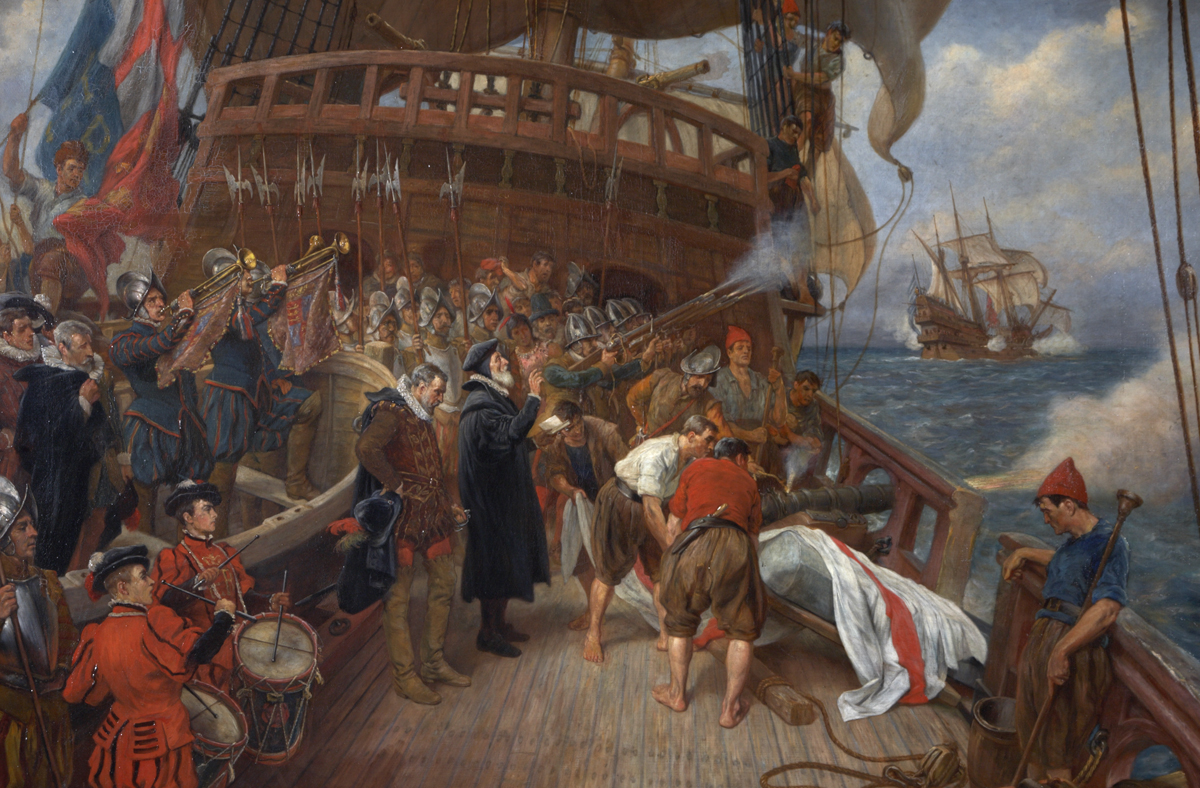
Thomas Davidson: sepoltura in mare di Sir Francis Drake

La sepoltura in mare è la dispersione dei resti umani di un defunto in alto mare, normalmente da una nave o una barca.

## Modalità di attuazione
Questo rito funebre è regolarmente effettuato dalle marine, ma può essere effettuato anche da cittadini privati in molte nazioni. In genere, il corpo viene appesantito con una zavorra in modo che non torni rapidamente a galla. Le procedure e le norme per il seppellimento in mare variano da religione a religione e da nazione a nazione. Mentre, ad esempio, il Cristianesimo dispone di specifiche liturgie per la sepoltura in mare, l'Islam non prevede questa forma di seppellimento e viene considerato preferibile trasportare il cadavere fino alla terraferma in modo che possa essere sotterrato nella nuda terra e rivolto verso la Mecca.

## Aspetti legali

### Australia
Mentre in Australia la dispersione delle ceneri è libera, l'immersione del cadavere in mare richiede una autorizzazione, che viene in genere concessa a marinai, pescatori e alle persone in grado di giustificare un particolare legame con il mare.

### Belgio
L'immersione in mare a partire dal 1991 è autorizzata in Belgio; le sue modalità sono normate dai comuni.

### Francia
in Francia la sepoltura è vietata nei corsi d'acqua ma è permessa in mare, ad almeno 300 metri dalla riva.

### Irlanda
La dispersione delle ceneri in Irlanda è libera, mentre la sepoltura di un corpo intero è raccomandato che venga fatta ad almeno 50 miglia (circa 80 km) dalla costa, a ad almeno 200 metri di altezza rispetto al fondale.

### Italia
In Italia la dispersione delle ceneri in mare è consentita a patto di ottenere due permessi, quello della capitaneria di porto e quello del comune di competenza. La dispersione va fatta ad opera di un parente, un erede o un addetto di una agenzia di pompe funebri e deve avvenire ad almeno 100 metri dalla riva. L'imbarcazione utilizzata deve essere a motore e deve venire condotta da uno skipper con esperienza.

### Nuova Zelanda
La Nuova Zelanda autorizza la sepoltura in mare previa notifica agli iwi e ai rappresentanti delle aree costiere interessata. Dato il costo non indifferente e la volontà di non offendere la cultura Maori, questa modalità di dispersione delle ceneri è piuttosto rara.

### Regno Unito
La dispersione delle ceneri nel Regno Unito è libera, mentre la sepoltura del corpo intero può essere effettuata solo in certi luoghi appositamente definiti.